# NGC 718
NGC 718 è una galassia a spirale intermedia situata nella costellazione dei Pesci a circa 77 milioni di anni luce dalla Via lattea. È stata scoperta dall'astronomo germano-britannico William Herschel nel 1784.
NGC 718 è stata usata da Gérard de Vaucouleurs come una galassia di tipo morfologico (R')SAB(rs)a nel suo atlante delle galassie.
La classe di luminosità di NGC 718 è I e presenta una grande riga a 21 cm dell'idrogeno neutro.
Una misura non basata sullo spostamento verso il rosso (redshift) fornisce una distanza di circa 21,400 Mpc (∼69,8 milioni di a.l.). L'incertezza su questo valore non è data sulla base dei dati NED ed è leggermente oltre le distanze calcolate tenendo conto del redshift.

## Buco nero supermassiccio
Secondo un articolo basato sulle misure di luminosità della banda K della radiazione infrarossa del bulge di NGC 718, si ottiene un valore di 1×107,5 M⊙ (32 milioni di masse solari) per il buco nero supermassiccio che si trova lì.

## Gruppo di NGC 676
Il database NASA/IPAC menziona che NGC 718 è una galassia di campo, ovvero una galassia che non appartiene né a un ammasso né a un gruppo e che quindi è gravitazionalmente isolata. Questo è in contraddizione con quanto presente sul sito «Un Atlas de l'Univers» di Richard Powel. Secondo tale sito, NGC 718 fa parte del gruppo di NGC 676 con la galassia NGC 693.